# Église Sainte-Face-de-Jésus de Pointe-Noire
L'église Sainte-Face-de-Jésus est un édifice religieux appartenant à l'Église catholique romaine et situé à Pointe-Noire, la capitale économique de la République du Congo. Elle est située dans le diocèse de Pointe-Noire (Dioecesis Nigrirostrensis), créé le 14 septembre 1955 par la bulle Dum Tantis du Pape Pie XII, inclus dans la province ecclésiastique de Brazzaville. Le rite utilisé est le rite catholique romain.

## Histoire
L'église Sainte-Face-de-Jésus, était à l'origine une chapelle érigée en 1997, et située dans le quartier Faubourg dans l’arrondissement 5 Mongo-Poukou. Elle dépendait autrefois de l'église du Christ-Roi de Loandjili. 
Formé en gestion, à l’Institut catholique de Yaoundé, au Cameroun, le Père Bruno Tchimbila est envoyé par l'évèque pour prendre en main une petite communauté catholique qui avait besoin d’être guidée et ne demandait qu’à grandir. Ce sont les bases de la fondation de cette église.Le Père y reste dix ans durant. 
L'église de 600 places a été construite sur fonds propre des fidèles en plus de l'expertise d'un professionnel du bâtiment.  
Lors des offices, nombre de fidéles doivent se cotenter de rester à l’extérieur. 
En 2000, Sainte-Face a été érigée en paroisse et consacrée le dimanche 19 avril 2015, par Monseigneur Miguel Angel Olaverri Arroniz, évêque salésien de Don Bosco de Pointe-Noire.
C'est la Chorale Sainte Famille qui officie dans cette paroisse.